# توفيق الجلاصي
 توفيق الجلاصي (17 أكتوبر 1957 -) من مواليد مدينة المنستير، متزوج وله 3 أبناء و هو بروفيسور تونسي متحصل على شهادة الدكتوراه في الإعلامية من جامعة نيويورك بالولايات المتحدة الأمريكية، يشغل حاليا منصب وزيرالتعليم العالي في حكومة المهدي جمعة

## التكوين الأكاديمي
تخصص توفيق الجلاصي في مجال تكنولوجيا المعلومات و هو خريج المعهد الأعلى للتصرف بتونس سنة 1978، تحصل في عام 1980 على شهادة الأستاذية في الإعلامية المطبقة في التصرف من جامعة باريس دوفين بفرنسا ثمّ على شهادة الدراسات المعمقة في إعلامية المؤسسات قبل أن ينال عام 1985 شهادة الدكتوراه من جامعة نيويورك بالولايات المتحدة الأمريكية

## الخبرة المهنية
- منذ فبراير 2011: رئيس مجلس إدارة تونيزيانا و عضو في مجلس إدارة البنك الوطني الفلاحي (BNA) و عضو مجلس إدارة كلية الدراسات الأوروبية العليا في جامعة السوربون
- من 2008-2013: عضو في مجلس الإشراف على المعهد الفرنسي-الصيني للهندسة و الإدارة (IFCIM) بمدينة شانغهاي في الصين
- منذ 2000: أستاذ تكنلوجيا المعلومات وعميد برامج ماجستار إدارة الأعمال بالمدرسة العليا بون و شوسي بباريس
- من 1996 إلى 2000: عميد الشؤون الأكاديمية بالمدرسة العربية الأوروبية للتصرف في أعمال التصرف بغرناطة بإسبانيا
- من 1994 إلى 1996: أستاذ تكنولوجيا المعلومات ومدير برنامج ماجستير إدارة الأعمال بجامعة Sophia-Antipolis بفرنسا
- من 1989 إلى 1994 : أستاذ محاضر ورئيس قسم التصرف في الأعمال والتكنولوجيا بالمعهد الأوروبي لإدارة الأعمال بفونتين بلو بفرنسا (INSEAD)
- من 1984 إلى 1988 : أستاذ مساعد في الأنظمة المعلوماتية بمدرسة الأعمال بجامعة إنديانا بالولايات المتحدة الأمريكية
- من 1982 إلى 1984 : مساعد بحث و مكلف بدرس الأنظمة المعلوماتية بمدرسة الأعمال بسترن بجامعة نيويورك بالولايات المتحدة الأمريكية Stern School of Business, New York University